# San Nicolás de los Arroyos
San Nicolás de los Arroyos è una città dell'Argentina situata nella provincia di Buenos Aires, capoluogo del dipartimento omonimo. La sua popolazione ammonta a 134 074 abitanti, secondo i dati del censimento del 2010.

## Geografia
San Nicolás de los Arroyos è situata nell'estremo nord della provincia di Buenos Aires, lungo la sponda destra del fiume Paraná. Sorge a 240 km a nord-ovest di Buenos Aires e a 70 km a sud-est di Rosario.

## Storia
San Nicolás de los Arroyos fu fondata il 14 aprile 1748 da Rafael De Aguiar che chiamò così il nuovo insediamento in omaggio a San Nicola di Bari. Nel 1788 fu istituito il partido di San Nicolás.
Nel marzo 1811, durante la guerra d'indipendenza argentina, la flotta delle Province Unite del Río de la Plata guidata da Juan Bautista Azopardo fu sconfitta da quella spagnola nelle acque del Paraná antistanti a San Nicolás, in quello che fu il primo scontro navale del conflitto. 
Il 31 maggio 1852, dopo la sconfitta di Juan Manuel de Rosas nella battaglia di Caseros, il leader dei federales Justo José de Urquiza convocò a San Nicolás i rappresentanti di dodici province per stabilire le basi della futura struttura statale argentina. Questo accordo, che porterà poi alla stesura della costituzione l'anno seguente, avrà come esiti immediati la nomina di Urquiza a direttore provvisorio della Confederazione Argentina e la rottura totale delle relazioni con i federali da parte del governo provinciale di Buenos Aires. Nei decenni seguenti, grazie allo sviluppo dei trasporti fluviali lungo il Paraná, la città, diventata un attivo porto ed un florido centro mercantile, crebbe sensibilmente attirando una moltitudine di immigrati, principalmente italiani, spagnoli e francesi.
Nel 1886 fu raggiunta dalla ferrovia Buenos Aires-Rosario.
Nel corso del anni cinquanta del XX secolo, in base ai programmi di sviluppo lanciati da Perón, San Nicolás de los Arroyos si trasformò progressivamente da centro agricolo a industriale grazie all'apertura di un impianto siderurgico e di una centrale a carbone.

## Monumenti e luoghi d'interesse

### Architetture civili
- Casa dell'Accordo, Monumento Nazionale, è il luogo dove fu siglato il patto tra unitarios e federales nel 1852.
- Dogana
- Monumento al Primo Combattimento Navale Argentino, dichiarata Monumento Nazionale. Si tratta di una colonna in marmo travertino alta 26 metri, nelle cui fondamenta sono stati inumati i resti di Juan Bautista Azopardo.
- Palazzo Municipale
- Tempio Massonico
- Tribunale

### Architetture religiose
- Cattedrale, costruita nella seconda metà del XIX secolo e aperta al culto nel 1884.
- Nostra Signora del Rosario di San Nicolás

## Cultura

### Istruzione

#### Musei
- Museo Internazionale di Ceramica Contemporanea
- Museo e Archivio Municipale Santiago Chervo
- Museo della Casa dell'Accordo

## Infrastrutture e trasporti

### Strade
La principale via d'accesso a San Nicolás de los Arroyos è l'autostrada Buenos Aires-Rosario. Dalla città diparte anche la strada nazionale 188 che, dopo aver attraversato la parte settentrionale della provincia bonaerense e le province di La Pampa e di San Luis termina a General Alvear, in provincia di Mendoza.

### Ferrovie
San Nicolás de los Arroyos è dotata di una stazione lungo la linea Mitre della rete ferroviaria argentina. Nel 2016 la fermata è stata riattivata per i treni passeggeri attivi lungo la tratta Retiro-Rosario Norte.

### Porti
San Nicolás de los Arroyos è dotata di un porto fluviale lungo il Paraná attrezzato anche per le imbarcazioni di grande cabotaggio.

## Amministrazione

### Gemellaggi
San Nicolás de los Arroyos è gemellata con:
- Campomorone, dal 2013[2]